# Campeonato de China (snooker)
El Campeonato de China fue un torneo de snooker que se celebró en la ciudad china de Cantón entre 2016 y 2019. Salvo la primera edición, fue de ranking en todas sus ediciones. Shaun Murphy, que se impuso (10-9) a Mark Williams en 2019, quedó como último ganador.

## Historia

### Ganadores
| Año                                 | Ganador      | Resultado | Subcampeón     | Sede   | Referencias |
| ----------------------------------- | ------------ | --------- | -------------- | ------ | ----------- |
| Campeonato de China (de invitación) |              |           |                |        |             |
| 2016                                | John Higgins | 10-7      | Stuart Bingham | Cantón | [ 1 ]       |
| Campeonato de China (de ranking)    |              |           |                |        |             |
| 2017                                | Luca Brecel  | 10-5      | Shaun Murphy   | Cantón | [ 3 ]       |
| 2018                                | Mark Selby   | 10-9      | John Higgins   | Cantón | [ 4 ]       |
| 2019                                | Shaun Murphy | 10-9      | Mark Williams  | Cantón | [ 2 ]       |